# Colli Bolognesi Merlot
Le Colli Bolognesi Merlot est un vin rouge italien de la région Émilie-Romagne doté d'une appellation DOC depuis le 29 mai 1975. Seuls ont droit à la DOC les vins récoltés à l'intérieur de l'aire de production définie par le décret.

## Aire de l'appellation
Les  vignobles autorisés en province de Bologne et en province de Modène dans les communes de Monteveglio, Castello di Serravalle, Monte San Pietro, Sasso Marconi, Savigno, Marzabotto, Pianoro, Bazzano, Crespellano, Casalecchio di Reno, Bologne, San Lazzaro di Savena, Zola Predosa, Monterenzio et en partie dans la commune de Savignano sul Panaro. La superficie plantée en vigne est de 624 hectares.

## Caractéristiques organoleptiques
- couleur : rouge rubis avec des reflets violacés
- odeur : caractéristique, légèrement épicé
- saveur : sèche ou légèrement aimable,  harmonique

Le Colli Bolognesi Merlot se déguste à une température de 14 à 16 °C et il se gardera 2 – 4 ans.

## Production
Province, saison, volume en hectolitres :
- Bologna  (1990/91)  311,0
- Bologna  (1991/92)  312,23
- Bologna  (1992/93)  318,23
- Bologna  (1993/94)  314,2
- Bologna  (1994/95)  236,39
- Bologna  (1995/96)  215,39
- Bologna  (1996/97)  309,4